# Westfield Oakridge
Westfield Oakridge, anteriormente conocido como Oakridge Mall, es un centro comercial operado por The Westfield Group en San José, California, Estados Unidos. 

## Historia
Oakridge Mall fue originalmente construido en 1971 por The Hahn Company con las tiendas anclas Montgomery Ward y Macy's, luego se agregó la tienda Bullock's. Bullock's cerró en 1983 y se reemplazó Nordstrom en 1985, pero solo duraron nueve año tras vender su ubicación a Sears. 
El centro comercial fue vendido a Westfield America, Inc. en 1998. Target abrió una tienda después de la bancarrota y la clausura de Montgomery Ward en 1999, y después el centro comercial fue remodelado con $150,000,000+ y se construyó un nuevo cine Century Theatres, que abrió en 2003.

## Tiendas anclas
- Century Theatres
- Macy's (2 ubicaciones, 165,129 sq. ft.)
- Sears (148,200 sq. ft.)
- Target (148,000 sq. ft.)